# وایلی (تگزاس)
وایلی، تگزاس (به انگلیسی: Wylie, Texas) شهری در ایالت تگزاس از ایالات جنوبی ایالات متحده آمریکا است. در سرشماری سال ۲۰۰۰، جمعیت این شهر ۳۲۶۹۶ نفر اعلام شد.